# Pterolophia bicarinata
Pterolophia bicarinata là một loài bọ cánh cứng trong họ Cerambycidae.